# Mount Carmel Center
El Mount Carmel Center (en español: "Centro Monte Carmelo") era un gran edificio utilizado por la secta religiosa Rama Davidiana, situado cerca de Axtell, Texas, 32 kilómetros (19,9 mi) al noreste de Waco. La Rama Davidiana fue fundada por Benjamin Roden en 1959 como una secta escindida de los Davidianos Adventistas del séptimo día, y posteriormente fue dirigida por David Koresh a partir de la década de 1980. Llamada así por la montaña bíblica Monte Carmelo en el norte de Israel, fue el lugar del asedio de Waco durante 51 días. El asedio comenzó el 28 de febrero de 1993, cuando los agentes federales intentaron ejecutar una orden y detener a algunos davidianos que vivían en el interior. En un tiroteo posterior murieron cuatro agentes de la Oficina de Alcohol, Tabaco y Armas de Fuego (ATF) y seis davidianos. Al final del asedio, el 19 de abril de 1993, un incendio quemó la mayor parte del complejo y mató a 76 miembros de la Rama Davidiana.

## Etimología
Algunas noticias sobre el asedio se referían a él como el "complejo de la Rama Davidiana". El nombre deriva de un versículo concreto de la Biblia, en el que la Rama Davidiana basaba parcialmente sus creencias:

No obstante la tierra será desolada a causa de los que la habitan, por el fruto de sus obras. Apacienta con tu vara a tu pueblo, al rebaño de tu heredad, que habita solitario en el bosque, en medio del Carmel; que apacienten en Basán y Galaad, como en los días de antaño.

## Historia
En 1935, el fundador de Shepherd's Rod (también conocidos como los Davidianos) Victor Houteff estableció la sede original de los Davidianos en el Centro Monte Carmelo, cerca del Lago Waco, al oeste de la ciudad. Después de la muerte de Houteff en 1955, su viuda Florence usurpó el liderazgo y comenzó a vender parcelas de tierra, ya que la vecina ciudad de Waco comenzó a invadir la Comunidad del Monte Carmelo. En 1957, vendió lo que le quedaba de la propiedad y compró una propiedad de 941 acres (380,8 ha) en el campo al noreste de Waco, bautizada como Nuevo Monte Carmelo. En la actualidad, la carretera Mount Carmel Drive de Waco atraviesa la zona de Old Mount Carmel, y las cercanas carreteras Charboneau y Hermanson llevan los nombres de importantes familias davidianas.
En 1962, Florence Houteff anunció la disolución de la organización davidiana, la venta de sus activos y el reparto de los beneficios entre su Consejo Ejecutivo. Muchos miembros se opusieron a este acuerdo. La mayor parte de la propiedad del Nuevo Monte Carmelo fue adquirida por el rancho Double EE, pero los davidianos conservaron un núcleo de 77.8 acres (31.5 ha) alrededor del edificio administrativo.
.

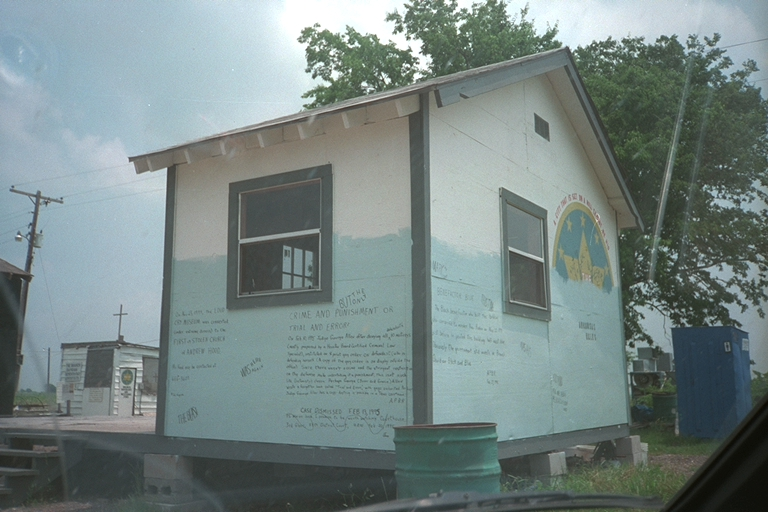
Edificios del Centro Monte Carmelo en mayo de 1995. Desde entonces se han quemado

La fragmentación del Monte Carmelo provocó un cisma en el movimiento davidiano adventista del séptimo día, ya permanentemente dividido. Algunos grupos davidianos posteriores al Monte Carmelo también han llamado a su sede Mount Carmel Center, tratando de continuar con sus tradiciones pasadas. Los davidianos con sede en Salem, Carolina del Sur utilizan el nombre, así como un grupo que se separó de ellos en Mountaindale, Nueva York. Algunos de los davidianos de Mountaindale llegaron a creer que Victor Houteff nunca quiso abandonar el Viejo Monte Carmelo, y a principios de la década de 1990 se trasladaron de nuevo a Waco. Se establecieron en un edificio de Mount Carmel Drive, construido por los davidianos de Houteff. Están al otro lado de la calle de la Vanguard School, una escuela preparatoria cuyos edificios también fueron construidos originalmente por los davidianos. Otros grupos davidianos creen que el Monte Carmelo representó una era doctrinal en el Movimiento Davidiano Adventista del Séptimo Día, una era que ya ha pasado.
En 1998, tres edificios del antiguo complejo de la Rama Davidiana fueron destruidos en un incendio considerado sospechoso. Se trataba de la casa de Amo Bishop Roden, esposa del antiguo líder de la Rama Davidiana George Roden, y de dos museos que utilizaba para registrar la historia del grupo. Ha habido varias sectas y generaciones de comunidades que han residido y/o utilizado la propiedad al este de Waco en Double EE Ranch Road. No todos los grupos o individuos dentro de estos grupos comparten la misma teología religiosa o enfoque de la espiritualidad. Los esfuerzos para conmemorar los acontecimientos de 1993 en la propiedad se han visto alterados a lo largo de los años desde ese año.

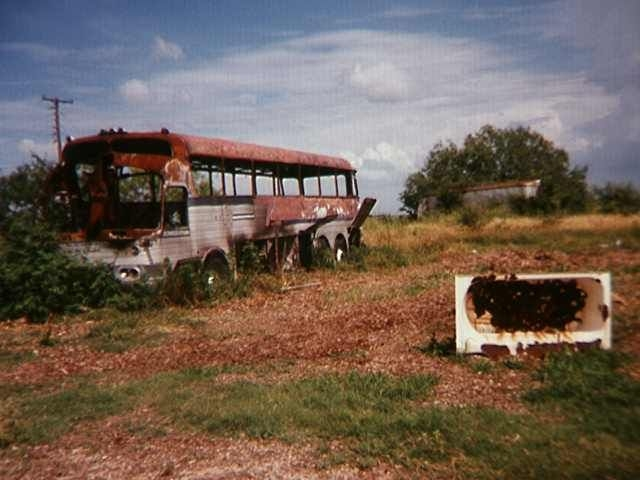
Restos del autobús y la bañera en ruinas en el centro en junio de 1997
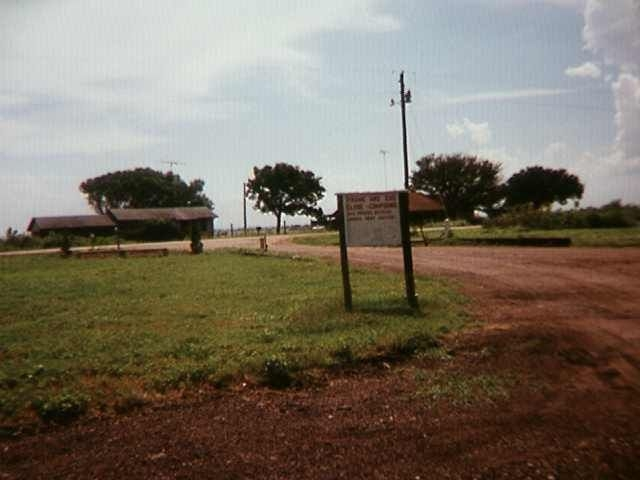
La entrada al Centro Monte Carmelo en junio de 1997
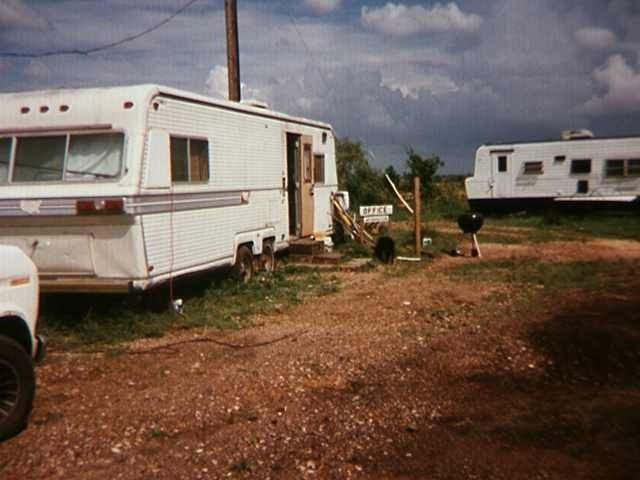
Un remolque sirve de "oficina" para el centro en junio de 1997
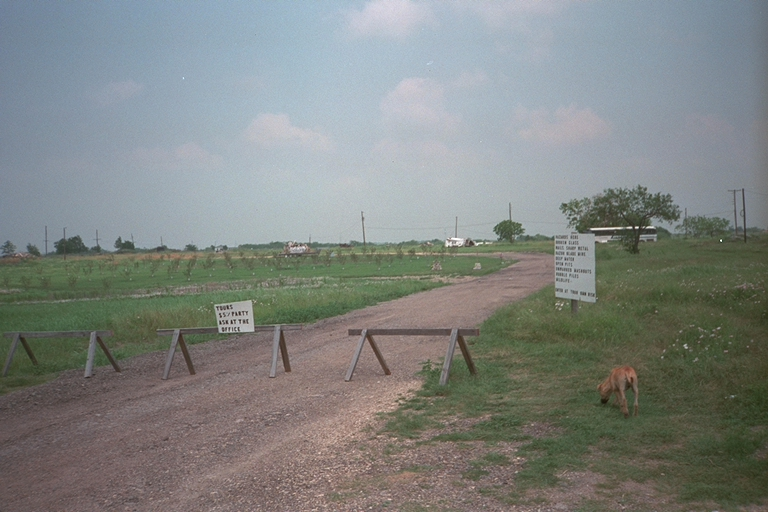
La entrada en mayo de 1995